# Domus
V antičnem Rimu je bil domus (množina domūs) vrsta hiše, ki so jo zasedali višji sloji in nekateri premožni svobodni ljudje med republikanskim in imperialnim obdobjem. Najden je bil v skoraj vseh večjih mestih po celotnem rimskem ozemlju. Beseda dom v sodobnih slovanskih jezikih pomeni dom in je sorodna latinski besedi, ki sega nazaj v protoindoevropski jezik. Skupaj z domus v mestu, si veliko najbogatejših družin v starem Rimu lasti tudi ločeno podeželsko hišo, znano kot villa. Mnogi so se odločili živeti predvsem ali celo izključno v svojih vilah; ti domovi so bili na splošno precej obsežnejši po velikosti in na več hektarjih zemlje zaradi več prostora zunaj obzidanega in utrjenega mesta.
V elitnih razredih rimske družbe so stanovanjske stavbe gradili z razkošnimi marmornimi dekoracijami, intarziranimi marmornimi opaži, podboji in stebri ter dragimi slikami in freskami. Mnogi Rimljani revnega in nižjega srednjega razreda so živeli v prenatrpanih, umazanih in večinoma slabih najemnih stanovanjih, znanih kot insulae. Ti večstanovanjski bloki so bili zgrajeni čim višji in tesneje povezani in so imeli veliko manj udobja kot zasebni domovi uspešnih prebivalcev.

## Zgodovina
Domovi zgodnjih Etruščanov (predhodnikov Rimljanov) so bili preprosti, celo za bogate ali vladajoče razrede. To so bile majhne družinske koče, zgrajene na aksialnem tlorisu osrednje dvorane z odprtim strešnim oknom. Domneva se, da je bil tempelj Veste v obliki kopije teh zgodnjih stanovanj, ker se je čaščenje Veste začelo v posameznih domovih. Koče so bile verjetno narejene iz blata in lesa s slamnatimi strehami in sredinsko odprtino za dim. To so lahko bili začetki atrija, kar je bilo običajno v poznejših domovih. Medtem ko je Rim postal vedno bolj uspešen zaradi trgovine in osvajanj, so se domovi bogatega prebivalstva povečali tako po velikosti kot luksuzu, tako da so posnemali etruščanski atrijski dom in helenistično peristilno hišo. 

## Notranjost
Domus je imel več sob, zaprtih dvorišč, vrtov in lepo obarvanih sten, ki so bile smiselno razporejene. Vestibulum (preddverje) je vodilo v veliko osrednjo dvorano: atrij je bil osrednja točka domusa in je imel kip ali oltar gospodinjskim bogovom. Iz atrija se je vstopalo v cubicula (spalnice), jedilnico s   tricliniumom, kjer so lahko gostje jedli na ležalnikih, v tablinium (dnevna soba ali kabinet) in culina (rimska kuhinja). Zunaj in brez notranje povezave z atrijem, so bile tabernae (trgovine s ceste) .
V mestih po vsem rimskem imperiju so bogati lastniki stanovanj živeli v stavbah z nekaj zunanjimi okni. Steklena okna niso bila takoj na voljo: proizvodnja stekla je bila v povojih. Tako je bogat rimski državljan živel v veliki hiši, razdeljeni na dva dela, ki sta bila povezana skozi tabliniumom ali pa z majhnim prehodom.
Da bi zaščitili družino pred vsiljivci, niso bile odprte na ulico, razen vhoda, kar je zagotavljalo več prostora za bivalne prostore in vrtove.
V okolici atrija so bile urejene glavne sobe glavne družine: majhna cubicula ali spalnice, tablinum, ki je služil kot dnevna soba ali kabinet, ter triclinium ali jedilnica. Rimski domovi so bili kot grški domovi. V atriju Caecilija v Pompeji sta bila prisotna samo dva predmeta: majhna bronasta škatla, v kateri so bili dragoceni družinski predmeti in lararium, majhno svetišče gospodinjskim bogovom, Larom. V glavni spalnici je bila majhna lesena postelja in kavč, ki je po navadi vsebovala nekaj rahlih podstavkov. Ko se je domus razvil, je tablinum prevzel vlogo, podobno kabinetu. V vsaki drugi spalnici je bila po navadi le postelja. Triclinium je imel tri kavče okoli mize, po velikosti pa pogosto podoben glavni spalnici. Kabinet je bil uporabljen kot prehod. Če je bil gospodar hiše bankir ali trgovec, je bil kabinet pogosto večji zaradi večje potrebe po materialu. Rimske hiše so ležale na osi tako, da je bil obiskovalcu omogočen pogled skozi hodnik, atrij in tablinum na peristil.

### Notranji arhitekturni elementi
Vestibulum je bil glavni vhod v rimski domus. Običajno ga vidimo le v večjih strukturah; vendar pa je veliko mestnih domov imelo trgovine ali najemne prostore neposredno iz ulice, med katerimi so bila vhodna vrata. Vestibulum bi tekel po dolžini teh sprednjih trgovin. To je ustvarilo varnost z ohranjanjem glavnega dela domusa stran od ulice. V domovih, kjer ni bilo prostorov spredaj, bi bile sobe ali zaprti prostori ločeni z ločenim vestibulumom.
Atrij je bil najpomembnejši del hiše, kjer so pozdravili goste in stranke (clientes). Atrij je bil odprt v središču, vsaj delno obdan z visokimi stropi, ki so pogosto vsebovali le redko opremo, ki je dala učinek velikemu prostoru. V središču je bila kvadratna odprtina, ki se je imenovala compluvium, v kateri bi lahko stala deževnica, ki je padala iz poševne strehe. Neposredno pod compluvium je bil impluvium.
Impluvium je bil v bistvu odtočni bazen, plitvo pravokotno potopljeno območje atrija za zbiranje deževnice, ki je odtekla v podzemno cisterno. Impluvium je bil pogosto obložen z marmorjem, okrog katerega je bilo običajno tla majhnega mozaika. Postavljen je bil približno 30 cm pod tla atrija.
Fauces je bil podobne oblike in funkcije kot preddverje, vendar je bil najden globlje v domusu. Vstop v drug del bivališča je bil ločen z dolžino drugega prostora, do katerega so prihajali ti prehodi, ki bi se zdaj imenovali dvorane ali hodniki.
Tablinum med atrijem in peristilom je bila nekakšna pisarna za dominus, ki je svoje stranke sprejemal za jutranjo salutatio. Dominus je bil sposoben vizualno voditi hišo s te izhodiščne točke kot vodja družbene avtoritete -  družinski oče.
Triclinium - rimska jedilnica. Območje je imelo tri kavče, klinai, na treh straneh nizke kvadratne mize.
Alae - odprte sobe (ali niše) na vsaki strani atrija. Tukaj so bile prikazane maske smrti prednikov ali pa njihove podobe.
Cubuculum - spalnica. Talni mozaiki cubiculuma so pogosto označevali pravokotnik, kamor naj se postavi postelja.
Culina - kuhinja v rimski hiši je bila temna, dim iz ognja je napolnil prostor, saj je bila najboljša ventilacija v rimskih časih luknja v stropu (dimnik ne bi bil izumljen do 12. stoletja našega štetja). Tu so sužnji pripravljali hrano svojim gospodarjem in gostom.
Posticum - vhod za služabnike so uporabljali tudi družinski člani, ki so želeli nenadzorovano zapustiti hišo.

## Zunanjost
Zadnji del hiše je bil osredotočen na peristil, tako kot je bil sprednji del osredotočen na atrij. Peristilium je bil majhen vrt, ki so ga pogosto obkrožali stebri s prehodom, model srednjeveškega križnega hodnika. V okolici peristila so bile kopalnice, kuhinja in poletni triclinium. Kuhinja je bila običajno zelo majhna soba z majhnim zidanim štedilnikom na drva. Bogati so imeli sužnja, ki je delal kot kuhar in skoraj ves svoj čas preživel v kuhinji. V vročem poletnem dnevu je družina v poletnem tricliniumu pojedla obroke, da bi si olajšala vročino. Večina svetlobe je prišla iz compluviuma in odprtega peristila.
Za sužnje ali ženske ni bilo jasno opredeljenih ločenih prostorov. V rimskem gospodinjstvu so bili sužnji vseprisotni in ponoči spali pred vrati svojih gospodarjev; ženske so uporabljale atrij in druge prostore za delo, ko so moški odšli na forum. Prav tako ni bilo jasne razlike med prostori, ki so bili namenjeni izključno za zasebno rabo in javnimi prostori, saj se lahko vsaka zasebna soba v trenutku odprla za goste.

### Zunanji arhitekturni elementi
- Ostium, vhod v domus.
- Tabernae
- Compluvium, streha nad atrijem, ki je bila namenoma nagnjena k odvajanju deževnice v bazen impluvium. Te so bile na splošno nagnjene navznoter, vendar imajo številni modeli strehe, ki se nagibajo v nasprotno smer od sredinske odprtine.
- Peristil
- Piscina, plitva kotanja namenjena pranju posode
- Eksedra - polkrožna vdolbina, pogosto okronana s polovično kupolo, ki je bila včasih sestavni del fasade zgradbe.

## Arheologija
Veliko tega, kar je znano o rimskem domusu, prihaja iz izkopavanj v Pompejih in Herkulaneju. Medtem ko v Rimu obstajajo izkopavanja domov, nihče od njih ni ohranil prvotne celovitosti objektov. V Rimu so večinoma goli temelji ali preoblikovani v cerkve ali druge javne zgradbe. Najbolj znan rimski domus je Domus Livije in Avgusta. Malo je ohranjenega od prvotne arhitekture; ostaja samo en večstranski del velikega kompleksa. Tudi v svoji prvotni obliki hiša ni dobro predstavljala tipičnega domusa, saj je dom pripadal enemu najmočnejših, premožnih in vplivnih državljanov Rima. Nasprotno so bili domovi v Pompejih ohranjeni nedotaknjeni točno tako kot so jih pred 2000 leti zasedli Rimljani.
Prostori pompejskih domusov so bili pogosto poslikani v enem od štirih slogov: prvi slog je posnemal kamen, drugi slog je predstavljal javno arhitekturo, tretji je bil osredotočen na mistična bitja, četrti slog pa je združil arhitekturo in mitsko bitje drugega in tretjega sloga.

## Dom v rimski kulturi

### Rimsko notranje pravo
O pomenu doma kot splošno priznanega varnega pristana je pisal Cicero po poskusu zgodnjega jutranjega atentata. Govori o commune perfugium, univerzalnem zatočišču ali dogovorjenem običajnem zatočišču posameznika:
 Jaz nisem konzul niti za forum ... niti za univerzo ... niti za senatsko hišo ... niti za hišo, za skupno zatočišče vseh ali za posteljo, za kraj, ki nam je namenjen za počitek, niti za častni sedež. brez zasede in nevarnosti smrti. 
Pojem zakonitega prebivališča, kot je Domicilium ali današnja uporaba domicil, je dokumentiran in pravni standard, ki je v zahodni družbi običajen že tisoče let . Zgodnje sklicevanje na domicilium najdemo v Lex Plautia Papiria, rimskem plebiscitu, ki je bil sprejet leta 89 pr. n. št. Po tem zakonu bi lahko italijanske skupnosti, ki so bile prej zavrnjene, dobile državljanstvo.